# Stanisław Grabowski (minister)
Stanisław Grabowski przyjął herb Topór, zamiast herbu Oksza (ur. 29 października 1780 w Warszawie, zm. 3 października 1845 tamże) – hrabia w Królestwie Kongresowym w 1820 roku, od 1809 sekretarz Rady Stanu Księstwa Warszawskiego, minister prezydujący w Komisji Rządowej Wyznań Religijnych i Oświecenia Publicznego Królestwa Polskiego od grudnia 1820 roku do listopada 1830 roku, prezydujący w Komisji Najwyższej Egzaminacyjnej przy Radzie Stanu Królestwa Kongresowego w 1830 roku.

## Życiorys
Syn naturalny króla Polski Stanisława Augusta Poniatowskiego i Elżbiety Szydłowskiej, brat Michała.
Był absolwentem Szkoły Głównej Wileńskiej. Jako sekretarz generalny Rady Ministrów i członek Towarzystwa Królewskiego Przyjaciół Nauk, przystąpił do Konfederacji Generalnej Królestwa Polskiego w 1812 roku.
Od 1818 poseł na sejm w Warszawie, gdzie odznaczył się duchem reakcji, senator-kasztelan Królestwa Polskiego (kongresowego) w 1819 roku, senator-wojewoda Królestwa Polskiego od 1825 roku. 20 lipca 1831 skreślony z listy senatorów.
W latach (1821-1832) był ministrem oświaty i wyznań w Królestwie Kongresowym. W roku 1836 został kontrolerem generalnym Królestwa. W tym samym roku zmienił herb z Okszy Grabowskich na Topór.
Od 1800 Kawaler Honoru i Dewocji Orderu Maltańskiego, a od 1803 – Komandor Honoru i Dewocji Orderu Maltańskiego. W 1829 odznaczony Orderem Orła Białego. Odznaczony Orderem Orła Białego, Orderem Świętego Aleksandra Newskiego.

## Życie prywatne
Był dwukrotnie żonaty. Z pierwszego małżeństwa z Cecylią z Dembowskich (córką Józefa) miał piątkę dzieci: Konstancję (1806-??), Leona (1807-1865), Ludwika (1808-1890), Melanię (1813-1864) oraz Stanisława (ur. i zm. 1821). Z drugiego małżeństwa z Julią Zabiełłówną pochodzili: Antonina (1823-1848), Izabela (1825-1826), Maria (1826-1892), Aleksander (1826-??), Michalina (1828-??), Felicja (1829-1853) i Stanisław (1831-1832).